# Gavorrano
Gavorrano település Olaszországban, Toszkána régióban, Grosseto megyében. Lakosainak száma 8229 fő (2023. január 1.). Gavorrano Grosseto, Roccastrada, Castiglione della Pescaia, Massa Marittima és Scarlino községekkel határos.

## Népesség
A település lakossága az elmúlt években az alábbi módon változott:
| Lakosok száma | 8517 | 8535 | 8567 | 8229 |
|               | 2008 | 2017 | 2018 | 2023 |